# Championnat de Suède de football 2011
Navigation
Championnat de Suède 2010 Championnat de Suède 2012
Le championnat de Suède de football 2011 est la 87e édition de cette compétition. Il est remporté par Helsingborgs IF.

## Qualifications européennes
Ligue des champions
À l'issue de la saison, le champion est qualifié pour le deuxième tour préliminaire de la Ligue des Champions 2012-13. Malmö FF, en tant que champion 2010, dispute donc l'édition 2011-12.
Ligue Europa
La Suède dispose de quatre places pour la Ligue Europa 2011-2012.
- deux places sont attribuées aux deuxième et troisième du championnat national.
- une place est attribuée au vainqueur de la Coupe de Suède. Si celui-ci est déjà qualifié pour la Ligue Europa de par son classement en Allsvenskan, une place supplémentaire est attribuée en championnat. Si le vainqueur de la Coupe de Suède est déjà qualifié pour la Ligue des Champions, le finaliste se voit attribuer la place en Ligue Europa. Si le finaliste est lui-même qualifié pour la Ligue Europa via le championnat d'Allsvenskan, la place en Ligue Europa revient au premier non-qualifié en championnat ;
- une place est attribuée au titre du Fair Play. Elle revient à BK Häcken, troisième du classement suédois la saison passée et premier non-qualifié pour une compétition européenne.

Les deux places attribuées via le championnat sont qualificatives pour les deuxième et troisième tours de qualification de la Ligue Europa. L'ordre est déterminé par la place en championnat. Selon ce modèle, Örebro Sportklubb est qualifié pour le deuxième et Helsingborgs IF pour le troisième.
La place attribuée pour le vainqueur de la Coupe est qualificative pour le premier tour de qualification de la Ligue Europa. Helsingborgs IF ayant remporté la coupe, la place en Ligue Europa revenait au premier non-qualifié pour une compétition européenne, à savoir l'IF Elfsborg.
La place attribuée au titre du Fair Play est qualificative pour le premier tour de qualification de la Ligue Europa.

## Les 16 clubs participants
| Club            | Classement 2010 | Entraîneur                        | Stade                    | Capacité | 1re saison en Allsvenska | En Allsvenska depuis |
| --------------- | --------------- | --------------------------------- | ------------------------ | -------- | ------------------------ | -------------------- |
| Malmö FF        | 1               | Roland Nilsson Rikard Norling     | Swedbank Stadion         | 21 000   | 1931–32                  | 2001                 |
| Helsingborgs IF | 2               | Conny Karlsson                    | Olympia                  | 17 173   | 1924–25                  | 1993                 |
| Örebro SK       | 3               | Sixten Boström                    | Behrn Arena              | 14 500   | 1946–47                  | 2007                 |
| IF Elfsborg     | 4               | Magnus Haglund                    | Borås Arena              | 16 599   | 1926–27                  | 1997                 |
| Trelleborgs FF  | 5               | Tom Prahl                         | Vångavallen              | 10 500   | 1985                     | 2007                 |
| Mjällby AIF     | 6               | Peter Swärdh                      | Strandvallen             | 8 500    | 1980                     | 2010                 |
| IFK Göteborg    | 7               | Stefan Rehn Jonas Olsson          | Gamla Ullevi             | 18 000   | 1924–25                  | 1977                 |
| BK Häcken       | 8               | Peter Gerhardsson                 | Rambergsvallen           | 8 480    | 1983                     | 2009                 |
| Kalmar FF       | 9               | Nanne Bergstrand                  | Guldfågeln Arena         | 11 800   | 1949–50                  | 2004                 |
| Djurgårdens IF  | 10              | Lennart Wass Magnus Pehrsson      | Stockholms Stadion       | 14 417   | 1927–28                  | 2001                 |
| AIK Solna       | 11              | Andreas Alm                       | Råsunda                  | 36 000   | 1924–25                  | 2006                 |
| Halmstads BK    | 12              | Josep Clotet Ruiz Jens Gustavsson | Örjans Vall              | 15 500   | 1933-34                  | 1993                 |
| GAIS            | 13              | Alexander Axén                    | Gamla Ullevi             | 18 000   | 1924–25                  | 2006                 |
| Gefle IF        | 14              | Per Olsson                        | Strömvallen              | 7 300    | 1933–34                  | 2005                 |
| Syrianska FC    | 1 (Superettan)  | Valeri Bondarenko                 | Södertälje Fotbollsarena | 8 500    | 2011                     | 2011                 |
| IFK Norrköping  | 2 (Superettan)  | Janne Andersson                   | Idrottsparken            | 19 414   | 1924-25                  | 2011                 |

## Super Coupe
La Super Coupe voit s'affronter avant le début de la saison, les vainqueurs du championnat et de la Coupe de l'année précédente. Cette année, Malmö FF, champion en titre affrontait son dauphin en championnat, Helsingborgs IF, qui a remporté la coupe de Suède 2010. Outre le prestige de s'adjuger le premier trophée de l'année, le vainqueur empoche la somme de 250.000 SEK, soit environ 28 000 €  au cours d'avril 2011.
| 19 mars 2011 | Malmö FF (Allsvenskan) | 1 - 2 | Helsingborgs IF (Allsvenskan)       | Swedbank Stadion, Malmö                               |                                                       |
| 15h30 CET    | Wilton Figueiredo 16e  |       | Marcus Nilsson 2e · Erik Sundin 90e | Spectateurs : 10,362 Arbitrage : Markus Strömbergsson | Spectateurs : 10,362 Arbitrage : Markus Strömbergsson |
| 15h30 CET    | Source                 |       |                                     | Spectateurs : 10,362 Arbitrage : Markus Strömbergsson | Spectateurs : 10,362 Arbitrage : Markus Strömbergsson |

| Malmö FF | Helsingborgs IF |

| Malmö FF :     |    |                      |     |     |     |
|                |    |                      |     |     |     |
| GB             | 25 | Dušan Melichárek     |     |     |     |
| DD             | 2  | Ulrich Vinzents      |     |     |     |
| DC             | 16 | Yago Fernandez       | 36e |     |     |
| DC             | 8  | Daniel Andersson (c) |     |     |     |
| DG             | 20 | Ricardinho           |     |     |     |
| MD             | 26 | Jiloan Hamad         |     |     |     |
| M              | 11 | Jeffrey Aubynn       | 82e |     |     |
| M              | 9  | Wilton Figueiredo    | 17e |     | 16e |
| MG             | 21 | Jimmy Durmaz         |     | 72e |     |
| A              | 24 | Agon Mehmeti         |     |     |     |
| A              | 7  | Daniel Larsson       |     | 84e |     |
| Remplaçants :  |    |                      |     |     |     |
| GB             | 30 | Dejan Garača         |     |     |     |
| D              | 15 | Pontus Jansson       |     |     |     |
| D              | 22 | Filip Stenström      |     |     |     |
| M              | 5  | Miljan Mutavdžić     |     | 84e |     |
| M              | 14 | Guillermo Molins     |     | 72e |     |
| M              | 18 | Amin Nazari          |     |     |     |
| A              | 19 | Dardan Rexhepi       |     |     |     |
| Entraîneur :   |    |                      |     |     |     |
| Roland Nilsson |    |                      |     |     |     |

| Helsingborgs IF : |    |                       |     |       |     |
|                   |    |                       |     |       |     |
| GB                | 30 | Pär Hansson (c)       |     |       |     |
| DD                | 21 | Christoffer Andersson |     |       |     |
| DC                | 24 | Marcus Nilsson        |     |       | 2e  |
| DC                | 26 | Peter Larsson         |     |       |     |
| DG                | 14 | Erik Edman            | 33e |       |     |
| MD                | 19 | Rasmus Jönsson        |     | 83e   |     |
| M                 | 6  | May Mahlangu          |     |       |     |
| M                 | 8  | Ardian Gashi          | 82e |       |     |
| MG                | 4  | Marcus Bergholtz      |     | 66e   |     |
| A                 | 10 | Alexander Gerndt      |     |       |     |
| A                 | 9  | Erik Sundin           | 90e | 90+2e | 90e |
| Remplaçants :     |    |                       |     |       |     |
| GB                | 1  | Daniel Andersson      |     |       |     |
| D                 | 23 | Erik Wahlstedt        |     |       |     |
| D                 | 27 | Joihan Eiswohld       |     |       |     |
| D                 | 28 | Simon Thern           |     |       |     |
| M                 | 7  | Mattias Lindström     |     | 83e   |     |
| M                 | 13 | Rachid Bouaouzan      |     | 66e   |     |
| A                 | 15 | Markus Holgersson     |     | 90+2e |     |
| Entraîneur :      |    |                       |     |       |     |
| Conny Karlsson    |    |                       |     |       |     |

| Arbitres du match - Arbitres assistants : - Joakim Flink - Mehmet-Mohammed Culum - Quatrième arbitre : Andreas Ekberg | Règles du match - 90 minutes. - 30 minutes de prolongations en cas d'égalité. - Tirs au but si l'égalité persiste. - Sept remplaçants. - Trois remplacements possibles. |

## Compétition

### Classement
mise à jour le 23 octobre 2011

Le classement est calculé avec le barème de points suivant : une victoire vaut trois points, le match nul un. La défaite ne rapporte aucun point.
Critères de départage :
1. plus grande « différence de buts générale » ;
2. plus grand nombre de buts marqués ;
3. plus grande « différence de buts particulière »[4].

| Rang | Équipe            | Pts | J  | G  | N  | P  | Bp | Bc | Diff |
| ---- | ----------------- | --- | -- | -- | -- | -- | -- | -- | ---- |
| 1    | Helsingborgs IF C | 63  | 30 | 18 | 9  | 3  | 55 | 27 | +28  |
| 2    | AIK               | 58  | 30 | 18 | 4  | 8  | 46 | 27 | +19  |
| 3    | IF Elfsborg       | 57  | 30 | 18 | 3  | 9  | 52 | 32 | +20  |
| 4    | Malmö FF T        | 54  | 30 | 15 | 9  | 6  | 37 | 30 | +7   |
| 5    | GAIS              | 51  | 30 | 16 | 3  | 11 | 47 | 34 | +13  |
| 6    | BK Häcken         | 49  | 30 | 14 | 7  | 9  | 52 | 32 | +20  |
| 7    | IFK Göteborg      | 45  | 30 | 13 | 6  | 11 | 42 | 34 | +8   |
| 8    | Kalmar FF         | 44  | 30 | 13 | 5  | 12 | 39 | 34 | +5   |
| 9    | Gefle IF          | 41  | 30 | 10 | 11 | 9  | 31 | 39 | -8   |
| 10   | Mjällby AIF       | 40  | 30 | 12 | 4  | 14 | 33 | 39 | -6   |
| 11   | Djurgårdens IF    | 36  | 30 | 10 | 6  | 14 | 36 | 40 | -4   |
| 12   | Örebro SK         | 36  | 30 | 11 | 3  | 16 | 36 | 45 | -9   |
| 13   | IFK Norrköping P  | 34  | 30 | 9  | 7  | 14 | 32 | 49 | -17  |
| 14   | Syrianska FC P    | 28  | 30 | 8  | 4  | 18 | 27 | 44 | -17  |
| 15   | Trelleborgs FF    | 25  | 30 | 7  | 4  | 19 | 39 | 64 | -25  |
| 16   | Halmstads BK      | 14  | 30 | 3  | 5  | 22 | 24 | 58 | -34  |

Légende du classement
- Qualification pour le deuxième tour préliminaire de la Ligue des Champions 2012-2013
- Qualification pour le deuxième tour de qualification de la Ligue Europa 2012-2013
- Qualification pour le premier tour de qualification de la Ligue Europa 2012-2013
- Barrage de relégation
- Relégation en Superettan

T=Tenant du Titre
P=Promus en Allsvenskan
C=Vainqueur de la Coupe de Suède

### Journée par journée
La frise et le tableau prennent en compte des matchs joués en retard.
Leader du championnat
Évolution du classement
| Club   | 1  | 2  | 3  | 4  | 5  | 6  | 7  | 8  | 9  | 10 | 11 | 12 | 13 | 14 | 15 | 16 | 17 | 18 | 19 | 20 | 21 | 22 | 23 | 24 | 25 | 26 | 27 | 28 | 29 | 30 |
| ------ | -- | -- | -- | -- | -- | -- | -- | -- | -- | -- | -- | -- | -- | -- | -- | -- | -- | -- | -- | -- | -- | -- | -- | -- | -- | -- | -- | -- | -- | -- |
| AIK    | 8  | 4  | 8  | 6  | 6  | 4  | 7  | 4  | 6  | 9  | 7  | 8  | 8  | 6  | 5  | 3  | 3  | 3  | 3  | 3  | 3  | 3  | 3  | 3  | 3  | 3  | 2  | 3  | 2  | 2  |
| DIF    | 8  | 11 | 12 | 13 | 15 | 15 | 15 | 15 | 15 | 15 | 15 | 14 | 13 | 11 | 11 | 11 | 10 | 11 | 12 | 12 | 13 | 13 | 14 | 13 | 12 | 11 | 11 | 12 | 12 | 11 |
| IFE    | 3  | 9  | 9  | 10 | 9  | 6  | 2  | 6  | 3  | 2  | 2  | 2  | 2  | 2  | 2  | 2  | 2  | 2  | 2  | 2  | 2  | 2  | 2  | 2  | 2  | 2  | 3  | 2  | 3  | 3  |
| GAIS   | 16 | 7  | 5  | 3  | 4  | 7  | 9  | 5  | 9  | 7  | 5  | 4  | 7  | 5  | 7  | 6  | 4  | 4  | 4  | 4  | 4  | 5  | 4  | 4  | 5  | 4  | 5  | 5  | 6  | 5  |
| GIF    | 6  | 5  | 3  | 7  | 7  | 5  | 8  | 9  | 5  | 6  | 6  | 5  | 4  | 4  | 4  | 5  | 6  | 8  | 8  | 10 | 10 | 11 | 10 | 10 | 9  | 9  | 9  | 9  | 9  | 9  |
| BKH    | 12 | 8  | 4  | 9  | 8  | 10 | 6  | 10 | 11 | 12 | 12 | 10 | 9  | 9  | 8  | 7  | 7  | 6  | 5  | 5  | 5  | 4  | 5  | 5  | 4  | 5  | 4  | 4  | 5  | 6  |
| HBK    | 8  | 13 | 13 | 15 | 14 | 14 | 16 | 16 | 16 | 16 | 16 | 16 | 16 | 16 | 16 | 16 | 16 | 16 | 16 | 16 | 16 | 16 | 16 | 16 | 16 | 16 | 16 | 16 | 16 | 16 |
| HIF    | 4  | 2  | 2  | 2  | 1  | 1  | 1  | 1  | 1  | 1  | 1  | 1  | 1  | 1  | 1  | 1  | 1  | 1  | 1  | 1  | 1  | 1  | 1  | 1  | 1  | 1  | 1  | 1  | 1  | 1  |
| IFK G. | 13 | 14 | 15 | 16 | 13 | 13 | 12 | 11 | 12 | 8  | 11 | 9  | 10 | 10 | 9  | 9  | 9  | 7  | 7  | 6  | 7  | 6  | 6  | 6  | 6  | 6  | 6  | 6  | 7  | 7  |
| IFK N. | 2  | 9  | 6  | 4  | 2  | 2  | 5  | 7  | 10 | 11 | 10 | 11 | 12 | 13 | 13 | 13 | 13 | 13 | 11 | 13 | 14 | 14 | 12 | 12 | 11 | 12 | 13 | 13 | 13 | 13 |
| KFF    | 8  | 6  | 10 | 8  | 10 | 8  | 3  | 2  | 4  | 3  | 3  | 6  | 3  | 3  | 3  | 4  | 5  | 5  | 6  | 7  | 8  | 7  | 7  | 7  | 7  | 8  | 8  | 8  | 8  | 8  |
| MFF    | 1  | 1  | 1  | 1  | 3  | 3  | 4  | 3  | 2  | 4  | 8  | 7  | 5  | 7  | 6  | 8  | 8  | 9  | 9  | 9  | 9  | 9  | 8  | 8  | 8  | 7  | 7  | 7  | 4  | 4  |
| MAIF   | 13 | 15 | 11 | 11 | 11 | 11 | 13 | 13 | 13 | 13 | 14 | 15 | 15 | 14 | 15 | 15 | 15 | 15 | 13 | 14 | 11 | 10 | 11 | 11 | 13 | 13 | 12 | 11 | 10 | 10 |
| SFC    | 6  | 12 | 14 | 14 | 16 | 16 | 14 | 14 | 14 | 14 | 13 | 13 | 11 | 12 | 12 | 14 | 14 | 14 | 15 | 15 | 15 | 15 | 15 | 15 | 15 | 15 | 14 | 14 | 14 | 14 |
| TFF    | 15 | 16 | 16 | 12 | 12 | 12 | 11 | 8  | 7  | 10 | 9  | 12 | 14 | 15 | 14 | 12 | 12 | 12 | 14 | 11 | 12 | 12 | 13 | 14 | 14 | 14 | 15 | 15 | 15 | 15 |
| ÖSK    | 4  | 2  | 6  | 5  | 5  | 8  | 10 | 12 | 8  | 5  | 4  | 3  | 6  | 8  | 10 | 10 | 11 | 10 | 10 | 8  | 6  | 8  | 9  | 9  | 10 | 10 | 10 | 10 | 11 | 12 |

### Matchs
| Résultats (▼dom., ►ext.)                                   | AIK  | BKH | DIF  | IFE | GAIS | GIF | HBK | HIF  | IFK G | IFK N | KFF | MFF | MAIF | ÖSK | SFC | TFF |
| AIK                                                        |      | 2-1 | 0-1  | 0-1 | 2-1  | 0-2 | 4-0 | 2-1  | 2-0   | 3-0   | 2-1 | 2-0 | 3-0  | 1-0 | 1-0 | 3-0 |
| BK Häcken                                                  | 3-1  |     | 2-0  | 2-0 | 2-0  | 0-0 | 3-1 | 1-1  | 3-1   | 2-2   | 1-2 | 1-1 | 6-0  | 1-2 | 4-0 | 1-0 |
| Djurgårdens IF                                             | 0-0  | 1-0 |      | 0-1 | 2-2  | 1-1 | 2-0 | 1-1  | 1-2   | 1-3   | 2-1 | 0-1 | 1-0  | 0-2 | 3-0 | 4-3 |
| IF Elfsborg                                                | 2-2  | 2-1 | 2-1  |     | 1-3  | 3-0 | 3-2 | 3-2  | 3-2   | 2-1   | 0-0 | 3-0 | 4-0  | 3-0 | 2-1 | 3-0 |
| GAIS                                                       | 2-0  | 1-0 | 2-1  | 0-2 |      | 2-3 | 2-1 | 1-3  | 1-0   | 1-2   | 1-0 | 2-0 | 3-0  | 4-1 | 1-0 | 4-0 |
| Gefle IF                                                   | 0-3  | 2-2 | 0-0  | 1-0 | 1-3  |     | 2-1 | 2-0  | 1-0   | 2-0   | 1-1 | 2-0 | 0-0  | 0-1 | 2-1 | 1-2 |
| Halmstads BK                                               | 1-3  | 0-1 | 1-3  | 1-2 | 0-2  | 2-2 |     | 1-2  | 1-2   | 5-4   | 0-0 | 1-5 | 1-0  | 0-0 | 0-1 | 1-1 |
| Helsingborgs IF                                            | 1-1  | 1-1 | 3-0  | 1-0 | 1-1  | 3-0 | 2-1 |      | 2-1   | 1-1   | 1-0 | 2-2 | 3-0  | 2-0 | 1-0 | 7-3 |
| IFK Göteborg                                               | 3-1  | 2-2 | 0-4  | 1-1 | 2-1  | 3-0 | 3-1 | 1-2  |       | 3-0   | 2-0 | 0-0 | 0-1  | 0-1 | 3-0 | 1-1 |
| IFK Norrköping                                             | 0-1  | 0-1 | 2-1  | 2-1 | 2-0  | 1-1 | 2-0 | 0-0  | 2-2   |       | 1-2 | 0-0 | 0-3  | 0-2 | 2-1 | 2-1 |
| Kalmar FF                                                  | 1-0  | 2-0 | 3-2  | 2-1 | 2-1  | 0-0 | 1-0 | 1-2  | 0-0   | 5-0   |     | 1-2 | 0-3  | 4-1 | 2-0 | 3-2 |
| Malmö FF                                                   | 1-1  | 1-0 | 1-0, | 2-1 | 2-1  | 0-0 | 3-1 | 0-3, | 0-2   | 2-1   | 2-0 |     | 1-0  | 2-1 | 1-0 | 1-1 |
| Mjällby AIF                                                | 0-2  | 1-2 | 3-0  | 2-1 | 1-1  | 5-1 | 2-0 | 0-1  | 0-2   | 0-0   | 1-0 | 1-1 |      | 2-1 | 3-0 | 0-1 |
| Örebro SK                                                  | 1-2  | 4-0 | 1-2  | 0-3 | 3-1  | 2-3 | 1-0 | 1-1  | 0-2   | 2-0   | 1-2 | 1-2 | 0-2  |     | 1-0 | 4-2 |
| Syrianska FC                                               | 3-0, | 1-5 | 0-0  | 0-2 | 0-2  | 1-1 | 0-0 | 1-2  | 1-2   | 3-0   | 2-1 | 0-0 | 3-1  | 3-1 |     | 4-1 |
| Trelleborgs FF                                             | 1-2  | 1-4 | 3-2  | 3-0 | 0-1  | 2-0 | 0-1 | 1-3  | 2-0   | 1-2   | 3-2 | 2-4 | 1-2  | 1-1 | 0-1 |     |
| - Victoire à domicile - Match nul - Victoire à l'extérieur |      |     |      |     |      |     |     |      |       |       |     |     |      |     |     |     |

### Les barrages
| aller                 | Ängelholms FF                                    | 2 - 1   | Syrianska FC                                             | Ängelholms IP, Ängelholm                             |                                                      |
| 27 octobre 2011 19h20 | Sebastian Andersson 53e · Johan Blomberg 79e 73e | (0 - 0) | 50e 81e Peter Ijeh · 33e Imad Zatara · 90+2e Dinko Felic | Spectateurs : 1 603 Arbitrage : Markus Strömbergsson | Spectateurs : 1 603 Arbitrage : Markus Strömbergsson |
| 27 octobre 2011 19h20 | Source                                           |         |                                                          | Spectateurs : 1 603 Arbitrage : Markus Strömbergsson | Spectateurs : 1 603 Arbitrage : Markus Strömbergsson |

| retour                | Syrianska FC                                                                                     | 3 - 1   | Ängelholms FF                                                            | Södertälje Fotbollsarena, Södertälje               |                                                    |
| 30 octobre 2011 17h20 | Abgar Barsom 45e 53e · Johan Arneng 66e · Peter Ijeh 90+2e · Sharbel Touma 14e · Ivan Ristic 55e | (0 - 0) | 56e 57e Sebastian Andersson · 54e Björn Westerblad · 80e Marcus Lindberg | Spectateurs : 4 273 Arbitrage : Stefan Johannesson | Spectateurs : 4 273 Arbitrage : Stefan Johannesson |
| 30 octobre 2011 17h20 | Source                                                                                           |         |                                                                          | Spectateurs : 4 273 Arbitrage : Stefan Johannesson | Spectateurs : 4 273 Arbitrage : Stefan Johannesson |

À l'issue des matchs de barrage, Syrianska FC reste en Allsvenskan à la faveur d'une victoire 4-3 sur l'ensemble des deux matchs.

## Fair play

### Attribution des points
Chaque match est évalué par un délégué de la fédération avec l'arbitre de la rencontre sur la base des critères suivants :
- Cartons rouges et jaunes

Chaque équipe commence le match avec dix points desquels sont déduits :
- - Un point par carton jaune
  - Trois points par carton rouge
- Jeu positif
  - Ce critère vaut dix points au maximum et un au minimum. Il a pour objectif de récompenser le jeu actif qui est attrayant pour les spectateurs.
- Respect de l’adversaire

Ce critère vaut cinq points au maximum et un au minimum. Il vise à évaluer le comportement des joueurs vis-à-vis de leurs adversaires indépendamment du critère « Cartons rouges et jaunes ». L'évaluation se fait sur des attitudes positives plutôt que sur des infractions.
- Respect de l’arbitre

Ce critère vaut cinq points au maximum et un au minimum. Une attitude positive à l’égard de l'arbitre sera récompensée, y compris l'acceptation d’une décision discutable sans réclamation.
- Comportement des officiels d’une équipe

Ce critère vaut cinq points au maximum et un au minimum. Il évalue les aspects positifs et négatifs du comportement des officiels d'une équipe. La
collaboration avec les médias sera également considérée comme un critère d'évaluation.
- Comportement du public

Ce critère vaut cinq points au maximum et un au minimum. Il n'est pris en compte que dans la mesure où un certain nombre de supporters de l'équipe concernée assistent à la partie.

#### Évaluation globale
L'évaluation d'une équipe s'obtient en additionnant les points attribués selon les différents critères, puis en divisant ce total par le nombre maximum de points et en multipliant le résultat par dix. Le nombre maximum de points par match est généralement égal à 40. Si toutefois le nombre de supporters d'une équipe est négligeable et que le critère « Comportement du public » n'est pas évalué le nombre maximum de points à attribuer est de 35. L'évaluation est calculée au millième. Les chiffres ne seront pas arrondis.

### Le classement 2011
| Rang 2011           | Rang 2010           | Évolution           | Club                | Points |
| ------------------- | ------------------- | ------------------- | ------------------- | ------ |
| 1                   | 3                   | +2                  | BK Häcken           | 7,757  |
| 2                   | 12                  | +10                 | Gefle IF            | 7,751  |
| 3                   | 9                   | +6                  | Helsingborgs IF     | 7,741  |
| 4                   | 2                   | -2                  | IF Elfsborg         | 7,725  |
| 5                   | 4                   | -1                  | Kalmar FF           | 7,694  |
| 6                   | 13                  | +7                  | IFK Göteborg        | 7,608  |
| 7                   | 7                   | =                   | Trelleborgs FF      | 7,545  |
| 8                   | 16                  | +8                  | GAIS                | 7,525  |
| 9                   | 14                  | +5                  | AIK                 | 7,483  |
| 10                  | 8                   | -2                  | Djurgårdens IF      | 7,458  |
| 11                  | Superettan          | Superettan          | IFK Norrköping      | 7,408  |
| 12                  | 6                   | -6                  | Örebro SK           | 7,373  |
| 13                  | 1                   | -12                 | Malmö FF            | 7,362  |
| 14                  | 5                   | -9                  | Halmstads BK        | 7,357  |
| 15                  | 10                  | -5                  | Mjällby AIF         | 7,311  |
| 16                  | Superettan          | Superettan          | Syrianska FC        | 7,186  |
| Moyenne allsvenskan | Moyenne allsvenskan | Moyenne allsvenskan | Moyenne allsvenskan | 7,518  |

## Statistiques

### Meilleurs buteurs
| Rang | Buteur             | Club               | Buts |
| ---- | ------------------ | ------------------ | ---- |
| 1    | / Mathias Ranégie  | BK Häcken/Malmö FF | 21   |
| 2    | Tobias Hysén       | IFK Göteborg       | 16   |
| 3    | Teteh Bangura      | AIK                | 15   |
| 4    | Mervan Celik       | GAIS               | 14   |
| 5    | Wanderson do Carmo | GAIS               | 10   |
| 5    | Lasse Nilsson      | IF Elfsborg        | 10   |
| 7    | Mikael Dahlberg    | Gefle IF           | 9    |
| 7    | Marcus Ekenberg    | Mjällby AIF        | 9    |
| 7    | Rasmus Jönsson     | Helsingborgs IF    | 9    |
| 10   | Kristian Haynes    | Trelleborgs FF     | 8    |
| 10   | David Löfquist     | Mjällby AIF        | 8    |
| 10   | René Makondele     | BK Häcken          | 8    |
| 10   | Jakob Orlov        | Gefle IF           | 8    |
| 10   | Marcus Pode        | Trelleborgs FF     | 8    |
| 10   | Erik Sundin        | Helsingborgs IF    | 8    |

### Meilleurs passeurs
| Rang | Passeur            | Club           | Passes |
| ---- | ------------------ | -------------- | ------ |
| 1    | Wanderson do Carmo | GAIS           | 12     |
| 1    | René Makondele     | Kalmar FF      | 12     |
| 3    | Daniel Larsson     | Malmö FF       | 9      |
| 4    | Stefan Ishizaki    | IF Elfsborg    | 8      |
| 4    | Jonas Lantto       | Gefle IF       | 8      |
| 4    | / Martin Mutumba   | AIK            | 8      |
| 4    | Daniel Sjölund     | Djurgårdens IF | 8      |
| 8    | Alexander Gerndt   | Helsingborg IF | 7      |
| 9    | Mattias Adelstam   | Trelleborgs FF | 6      |
| 9    | John Chibuike      | BK Häcken      | 6      |
| 9    | David Löfquist     | Mjällby AIF    | 6      |
| 9    | Daniel Mendes      | Kalmar FF      | 6      |
| 9    | Stefan Selakovic   | IFK Göteborg   | 6      |

### Statistiques

#### Buts
- Premier but de la saison : 60e minute - Imad Khalili pour l'IFK Norrköping face à GAIS, le 3 avril 2011 (1re journée).
- But le plus rapide : 13e seconde - Gunnar Heidar Thorvaldsson pour IFK Norrköping face à l'IFK Göteborg, le 15 mai 2011 (2-2, 8e journée).
- But le plus tardif : 96e minute - David Elm pour l'IF Elfsborg sur le terrain d'Halmstads BK, le 17 juillet 2011 (1-2, 17e journée).
- Premier pénalty : 67e minute - Shpetim Hasani pour l'IFK Norrköping face à GAIS, le 3 avril 2011 (1re journée).
- Premier but contre son camp de la saison : Anton Lans (IF Elfsborg) à la 64e minute sur le terrain d'Helsingborgs IF le 10 avril 2011 (1-0, 2e journée).
- Premier doublé de la saison : Daniel Larsson pour Malmö FF face à Trelleborgs FF, le 3 avril 2011.
- Nombre de joueurs auteurs de doublés : 40
  - Magnus Andersson (Trelleborgs FF, 13e journée), Paulus Arajuuri (Kalmar FF, 13e journée), Mohamed Bangura (AIK, 3e journée), Teteh Bangura (AIK, 2e, 13e et 15e journées), Jonas Bjurström (BK Häcken, 26e journée), Tobias Carlsson (Kalmar FF, 22e journée), Wanderson do Carmo (GAIS, 3e journée), Mervan Celik (GAIS, 19e journée), John Chibuike (BK Häcken, 15e et 19e journées), Mikael Dahlberg (Gefle IF, 9e et 15e journées), Marcus Ekenberg (Mjällby AIF, 18e et 21e journées), Moestafa El Kabir (Mjällby AIF, 6e et 9e journées), David Elm (IF Elfsborg, 17e journée), Pär Eriksson (Mjällby AIF, 22e journées), Tobias Eriksson (Kalmar FF, 29e journée), Wilton Figueiredo (Malmö FF, 23e journée), Alexander Gerndt (Helsingborgs IF, 13e journée), Shpëtim Hasani (IFK Norrköping, 25e journée), Philip Hellquist (Djurgårdens IF, 6e journée), Tobias Hysén (IFK Göteborg, 6e et 10e journées), Fredrik Jensen (Trelleborgs FF, 6e et 24e journées), Rasmus Jönsson (Helsingborgs IF, 13e, 17e et 21e journées), Jonas Lantto (Gefle IF, 3e journée), Daniel Larsson (Malmö FF, 1re journée), Peter Larsson (Helsingborgs IF, 14e journée), David Löfquist (Mjällby AIF, 18e journée), Guillermo Molins (Malmö FF, 8e journée), Lasse Nilsson (IF Elfsborg, 6e journée), Daniel Nordmark (IF Elfsborg, 11e journée), Jakob Orlov (Gefle IF, 6e journée), Sebastian Rajalakso (Djurgårdens IF, 26e journée), Mathias Ranégie (BK Häcken, 22e journée, Malmö FF, 26e journée), Alvaro Santos (GAIS, 2e et 12e journée), Stefan Selakovic (IFK Göteborg, 26e journée), Joe Sise (Halmstads BK, 20e journée), Hannes Stiller (IFK Göteborg, 22e journée), Erik Sundin (Helsingborgs IF, 13e journée), Christopher Telo (IFK Norrköping, 5e journée), Gunnar Heidar Thorvaldsson (IFK Norrköping, 8e et 23e journée), Sharbel Touma (Syrianska FC, 26e journée).
- Premier triplé de la saison : Mathias Ranégie pour le BK Häcken à Syrianska FC, le 17 avril 2011.
- Nombre de joueurs auteurs de triplés : 4
  - Mathias Ranégie (BK Häcken, 3e et 12e journées)
  - Stefan Selakovic (IFK Göteborg, 16e journée)
  - Tobias Hysén (IFK Göteborg, 18e journée)
  - Kennedy Igboananike (Djurgårdens IF, 24e journée).
- Premier quadruplé de la saison : Teteh Bangura pour l'AIK Solna face à Halmstads BK, le 11 juillet 2011.
- Nombre de joueurs auteurs de quadruplés : 1
  - Teteh Bangura (AIK Solna, 16e journée)
- Dernier but de la saison : -
- Plus grande marge : 6 buts
  - BK Häcken-Trelleborgs FF, le 3 juillet 2011 (6-0)
- Plus grand nombre de buts dans une rencontre : 10
  - Helsingborgs IF-Trelleborgs FF, le 23 juin 2011 (7-3)
- Plus grand nombre de buts en une mi-temps : 7, Halmstads BK 5-4 IFK Norrköping (20e journée, 4-3 en seconde mi-temps).
- Meilleure attaque de la saison : Helsingborgs IF (55 buts)
  - à domicile, IF Elfsborg, (36 buts)
  - à l'extérieur, Helsingborgs IF, (24 buts)
- Meilleure défense de la saison : AIK et Helsingborgs IF, (27 buts)
  - à domicile, AIK, (8 buts)
  - à l'extérieur, Helsingborgs IF, (16 buts)
- Plus grand nombre de victoires : AIK, IF Elfsborg et Helsingborgs IF, 18
- Plus grand nombre de matchs nuls : Gefle IF, 11
- Plus grand nombre de défaites : Halmstads BK, 22

#### Discipline
- Premier carton jaune : Joe Sise d’Halmstads BK à la 26e minute de la 1re journée, face à Kalmar, le 2 avril 2011.
- Premier carton rouge : Fredrik Lundgren de GAIS à la suite de deux avertissements aux 67e et 71e minutes, sur le terrain de l'IFK Norrköping le 3 avril 2011.
- Premier carton rouge direct: José Zamora d'Halmstads BK à la 56e minute de la 2e journée face sur le terrain de Malmö FF, le 11 avril 2011.
- Carton jaune le plus rapide: Karl Svensson de l'IFK Göteborg après 51 secondes de jeu lors de la 18e journée face à Halmstads BK, le 25 juillet 2011.
- Carton rouge le plus rapide: Joe Sise d'Halmstads BK à la 12e minute de la 3e journée face à GAIS, le 16 avril 2011.
- Carton jaune le plus tardif: Michael Almebäck (Örebro SK) et Abgar Barsom (Syrianska FC) à la 95e minute lors d'Örebro SK-Syrianska FC lors de la 2e journée, le 8 avril 2011.
- Carton rouge le plus tardif: 90e minute, Daniel Ivanovski de Mjällby AIF après deux cartons jaunes (34e et 90e) lors de la 4e journée à Malmö, le 20 avril 2011, Yago Fernandez Prieto de Malmö FF après deux cartons jaunes (82e et 90e) lors de la 5e journée à Elfsborg, le 24 avril 2011 et Dardan Rexhepi de Malmö FF lors de la 17e journée face au BK Häcken.
- Plus grand nombre de cartons jaunes dans un match: 8
  - lors de Örebro SK-GAIS, le 22 mai 2011 (9e journée): Alejandro Bedoya, Fredrik Nordback, Patrik Haginge et Magnus Kilberg pour Örebro SK et Calum Angus, Markus Gustafsson, Kenneth Gustafsson et Alvaro Santos pour GAIS.
  - lors de IFK Göteborg-Halmstads BK, le 25 juillet 2011 (18e journée): Karl Svensson, Sebastian Eriksson, Tobias Sana, Adam Johansson et Elmar Bjarnason pour l'IFK Göteborg et Karl-Johan Johnsson, Richard Magyar et Kristoffer Thydell pour Halmstads BK.
- Plus grand nombre de cartons rouges dans un match: 2
  - Lors de Halmstads BK-GAIS le 16 avril 2011 (3e journée): Joe Sise et Tomas Zvirgzdauskas pour Halmstads BK.
  - Lors de GAIS-Malmö FF le 26 juin 2011 (14e journée): Daniel Andersson et Wilton Figueiredo (deux jaunes) pour Malmö FF.
  - Lors de Syrianska FC-Helsingborgs IF le 7 août 2011 (20e journée): Ahmet Özdemirok et Razak Omotoyossi pour Syrianska FC.
- Joueurs cumulant le plus d'avertissements : Ivan Ristic (Syrianska FC), 11
- Joueur exclu le plus souvent : Bobbie Friberg da Cruz (IFK Norrköping), 2
- Club cumulant le plus de cartons jaunes: Mjällby AIF, 61
- Club cumulant le moins de cartons jaunes: Gefle IF, 26
- Club cumulant le plus de cartons rouges: Malmö FF et Syrianska FC, 5

#### Affluence
- Plus forte affluence sur un match : 28 931 spectateurs pour Djurgårdens IF-AIK (1re journée)
- Plus faible affluence sur un match : 1 510 spectateurs pour Trelleborgs FF-Halmstads BK (23e journée)
- Plus forte affluence moyenne à domicile sur la saison : 13 865 (AIK Solna)
- Plus faible affluence moyenne à domicile sur la saison : 2 757 (Trelleborgs FF)
- Plus forte affluence moyenne à l'extérieur sur la saison : 9 544 (AIK Solna)
- Plus faible affluence moyenne à l'extérieur sur la saison : 6 198 (Trelleborgs FF)

### Divers
- Le 11 avril 2011, Kalmar FF inaugure son nouveau stade, le Guldfågeln Arena (littéralement, le stade de l'Oiseau d'Or) face à Djurgårdens IF par une victoire 3-2 devant 11 582 spectateurs.
- Le 25 avril 2011, à la 20e min du match opposant Syrianska FC à l'AIK Solna, un supporter de l'AIK a jeté un fumigène explosif sur l'arbitre de touche, Daniel Wärnmark. Ce dernier a dû être transporté à l'hôpital. Martin Strömbergsson a donc pris la décision d'arrêter la rencontre. Au moment de l'incident, Syrianska FC menait 1 à 0 (but de Dinko Felic à la 18e) et Teteh Bangura (AIK) venait d'être expulsé pour avoir marché sur le portier de Syrianska, Dwayne Miller (19e)[17].
- Le 12 mai 2011, la Fédération de Suède de football décide, via sa commission de discipline, de donner match gagné (3-0) à Syrianska FC pour les événements relatés ci-dessus. En parallèle, elle condamne l'AIK à une amende de 150 000 SEK[18].
- Le 24 mai 2011, lors du derby entre Malmö FF et Helsingborgs IF (10e journée), un pétard est jeté à proximité de Pär Hansson, le gardien d'Helsingborg, juste après l'ouverture du score par les Rouge et Bleu (29e min, but de Rachid Bouaouzan sur une passe de Rasmus Jönsson). Un hooligan de Malmö FF pénètre ensuite sur la pelouse et bouscule Hansson, encore sonné par l'explosion, avant d'être rapidement intercepté par les forces de l'ordre. L'arbitre de la rencontre, Stefan Johannesson, qui avait déjà reporté le coup d'envoi de la rencontre de cinq minutes, en raison de l'usage important de fumigènes, décide cette fois d'arrêter la rencontre[19].
- Le 1 avril 2011, le FC Copenhague annonce sur son site internet la nomination de Roland Nilsson (Malmö FF) à la tête du club danois avec prise de fonction au 11 juin. Il s'ensuit aussitôt un jeu de chaises musicales en Suède, Rikard Norling (Assyriska FF) prenant la suite de Nilsson sur le banc de Malmö FF[20], et Göran Marklund, l'ancien assistant de Norling, récupérant pour sa part la tête d'Assyriska FF, tout en continuant à jouer pour le club[21].
- Le 7 juin 2011, Yannick Bapupa est libéré de prison après seize mois de détention pour viol. Sous contrat jusqu'en 2012 avec Kalmar FF, le joueur aurait pu retourner au club. Toutefois, le KFF ne souhaite pas récupérer son milieu de terrain et a fait rompre le contrat de Bapupa par la fédération suédoise. Selon des informations de Sportbladet, le club n'est pas soumis à l'obligation de verser le reste des salaires dus au joueur mais en échange, il ne peut réclamer le moindre centime de la prime qui a été versée à celui-ci lors de sa signature à Kalmar (prime estimée à 1,3 M SEK, soit environ 145 000 €)[22].
- Le 9 juin 2011, les capitaines des équipes de première division suédoise ont corédigé avec les représentants du syndicat des joueurs, une lettre ouverte visant à exprimer leur colère à la suite des différents actes de hooliganisme qui ont touché le football suédois au cours des semaines précédentes. Les signataires étaient: Adam Johansson (IFK Göteborg), Anders Svensson (IF Elfsborg), Daniel Andersson (Malmö FF), Daniel Bernardsson (Gefle IF), Daniel Tjernström (AIK), Fredrik Lundgren (GAIS), Fredrik Nordback (Örebro SK), Henrik Rydström (Kalmar FF), Joel Riddez (Djurgårdens IF), Johnny Lundberg (Halmstads BK), Johan Arneng (Syrianska FC), Jonas Henriksson (BK Häcken), Kristian Haynes (Trelleborgs FF), Marcus Ekenberg (Mjällby AIF), Mathias Florén (IFK Norrköping), Pär Hansson (Helsingborgs IF) et Gert Persson ainsi que Magnus Erlingmark pour le syndicat des joueurs[23].
- Le 17 juin 2011, la commission de discipline de la Fédération de Suède de football condamne Malmö FF à une amende de 150 000 SEK et à l'obligation d'installer un filet de protection devant la tribune debout de Swedbank Stadion à partir du 3 juillet et jusqu'à la fin du championnat en cours -précisément jusqu'au 30 octobre- à la suite des incidents survenus lors du derby entre MFF et HIF du 24 mai précédent. Le club d'Helsingborg est lui condamné à une amende de 25 000 SEK pour les jets d'engins pyrotechnique sur le terrain. À l'annonce de ces sanctions, Malmö FF a laissé plané le doute sur le retrait du filet à la fin de la saison 2011[24].
- Le 3 juillet 2011, le milieu de terrain d'Häcken, Josef Karlsson, devient Josef Elvby. Ce dernier s'est en effet marié 15 jours plus tôt et a décidé de prendre le nom de famille de sa compagne, Karin Elvby. Il étrenne son nouveau nom de famille pour la première fois officiellement lors de la réception de Mjällby AIF au Rambergsvallen (victoire 6-0)[25]
- Le 30 juillet 2011, lors de la rencontre opposant Malmö FF à Djurgårdens IF pour le compte de la 19e journée, certains supporters de DIF commencent à jeter des fumigènes lorsque Malmö FF ouvre le score par Dardan Rexhepi (5e minute). L'un de ces fumigènes atterrit à proximité d'un caméraman de Canal Plus/Mediatec qui est pris en charge par les secouristes. Après le quatrième jet de fumigènes, l'arbitre de la rencontre, Martin Hansson demande aux joueurs de rentrer aux vestiaires et interrompt le match. Peu après, un homme portant une écharpe de MFF commence à provoquer les supporters de Djurgården. Un groupe de ces derniers va attaquer l'homme en question. Dans le même temps, une bagarre éclate entre supporters de Djurgårdens IF. Après environ une demi-heure, Martin Hansson prend la décision d'arrêter le match[26]. Après coup, on apprend que des supporters de Djurgården avaient déjà jeté des projectiles dans les rues de Malmö avant la rencontre mais que la police n'avait pas souhaité intervenir afin d'éviter une émeute[27]. L'identification des coupables dans le stade est toutefois rendue difficile par le fait qu'un certain nombre de caméras de surveillance étaient éteintes au moment de ces événements, chose surprenante venant de l'un des stades les plus récents et les plus modernes de Suède[28].
- Le 30 juillet 2011, la commission de discipline de la Fédération de Suède de football décide de refaire jouer le match et donc de ne comdamner ni l'une ou l'autre équipe. Alors que beaucoup s'attendaient à une condamnation de Djurgårdens IF, la commission estime qu'il n'y a pas suffisamment d'éléments permettant de sanctionner le club de Stockholm. Le match doit être rejoué le 15 octobre 2011[29].
- Le 25 septembre 2011, Helsinborgs IF devient officiellement le nouveau champion de Suède lors de la 27e journée de championnat, grâce à une victoire 3-1 sur le terrain de GAIS, combinée avec une défaite de l'IF Elfsborg sur le terrain de Mjällby AIF (3-1) et un match nul de l'AIK Solna à Malmö[30]. Lors de cette même journée, Halmstads BK est officiellement relégué en Superettan, la faute à une nouvelle défaite, la 19e, à domicile face à Syrianska FC, l'un de ses concurrents directs pour le maintien[31].
- Le 28 septembre 2011, les membres de la commission pour le nouveau stade de l'AIK Solna ont indiqué que le club devait aller jouer dans la Swedbank Arena. Le Råsunda devant être détruit, l'AIK avait missionné cette commission, qui comprenait des membres de l'association et du club, pour déterminer la meilleure solution pour ce dernier. Après avoir étudié la possibilité de faire construire son propre stade à Sundbyberg ou d'évoluer dans la future Stockholmsarenan, alors en construction à côté de l'Ericsson Globe, ce panel a finalement émit une recommandation pour que l'AIK s'installe dans un autre édifice en construction, la future Swedbank Arena de Solna, voué à devenir le nouveau stade national.

"Après plusieurs années de travail, l'AIK Fotboll, via une commission qu'elle a constituée avec les dirigeants d'AIK Fotboll AB et de l'association AIK, est arrivé à une recommandation une évaluation globale des environnements économiques et sportifs comme critères de décisions. La commission recommande que le stade accueillant l'équipe professionnelle de l'AIK Football à partir de 2013 soit la Swedbank Arena. À la suite de cette recommandation, l'AIK Fotboll va maintenant convoquer ses membres pour une assemblée extraordinaire qui devrait se tenir en octobre. Le rapport de la commission sera publié au moins deux semaines avant la date de l'assemblée via le site internet du club, aikfotboll.se, ainsi que par voie de presse.",
- Le 24 octobre 2011, au lendemain des festivités organisées par Helsingborgs IF, le chef de la communication du club publie sur sa page Facebook un message indiquant « Nous ne le trouvons pas!!!!!! ». Il veut parler du trophée Lennart Johansson. Interrogé par Footballskanalen, Paul Myllenberg, le président du HIF, indique espérer qu'il s'agisse d'une blague[34] et que pour lui, la coupe a été mise en sécurité après que tout le monde ait quitté le local où avaient eu lieu les célébrations. Lors du dernier titre d'Helsingborgs IF, en 1999, le trophée avait été égaré avant même que les joueurs ne puissent le présenter à leurs supporters à Helsingborg. Celui-ci avait même probablement disparu avant le retour des joueurs de Göteborg, où ils avaient disputé le dernier match de la saison. Il ne fut jamais retrouvé et le club dut en demander un autre exemplaire à la Fédération suédoise de football[35].

## Récompenses
Le 7 novembre 2011, le football suédois a récompensé les meilleurs joueurs suédois ou du championnat de Suède de la saison écoulé au cours de la traditionnelle cérémonie du Fotbollsgalan, qui se déroulait au Globen de Stockholm.
- Attaquant suédois de l'année[36]
  - Lotta Schelin (Olympique lyonnais)
  - Zlatan Ibrahimović (Milan AC)
- Milieu suédois de l'année[37]
  - Ramona Bachmann (Umeå IK)
  - Kim Källström (Olympique lyonnais)
- Défenseur suédois de l'année[38]
  - Charlotte Rohlin (Linköpings FC)
  - Olof Mellberg (Olympiakos)
- Gardien suédois de l'année[39]
  - Kristin Hammarström (Kopparbergs/Göteborg FC)
  - Andreas Isaksson (PSV Eindhoven)
- Entraîneur de l'année[40]
  - Torbjörn Nilsson (Kopparbergs/Göteborg FC)
  - Conny Karlsson (Helsingborgs IF)
- Arbitre de l'année[41]
  - Jenny Palmqvist
  - Markus Strömbergsson
- Révélation de l'année[42]
  - Sofia Jakobsson (Umeå IK/WFC Rossiyanka)
  - Alexander Milošević (AIK Solna)
- Meilleur buteur de l'année[43]
  - Margrét Lára Viðarsdóttir (LdB FC Malmö, 16 buts en Damallsvenskan)
  - Mathias Ranégie (BK Häcken/Malmö FF, respectivement 18 buts et 3 buts en Allsvenskan)
  - Branimir Hrgota (Jönköpings Södra IF 18 buts en Superettan)
- Prix d'honneur de l'année
  - Kurt Hamrin s'est vu remettre un prix d'honneur des mains de Michel Platini, président de l'UEFA[44].
- But suédois de l'année
  - Kim Källström (Olympique lyonnais)[45]
- Meilleur joueur de l'Allsvenskan 2011[46]
  - Ramona Bachmann (Umeå IK)
  - May Mahlangu (Helsingborgs IF)
- Ballon d'Or suédois
  - Zlatan Ibrahimović (Milan AC)[47]
- Ballon de Diamant suédois
  - Lotta Schelin (Olympique lyonnais)[48]

## Bilan de la saison
| Championnat de Suède de football 2011                          |                                    |
| Champion                                                       | Helsingborgs IF (7e titre)         |
| Dauphin                                                        | AIK Solna                          |
| Coupes et trophées                                             |                                    |
| Vainqueur de la Coupe de Suède 2011                            | Helsingborgs IF                    |
| Vainqueur Super Coupe                                          | Helsingborgs IF                    |
| Qualifications continentales                                   |                                    |
| Ligue des champions de l'UEFA 2012-2013 (2e tour préliminaire) | Helsingborgs IF                    |
| Ligue Europa 2011-2012                                         | AIK Solna (3e tour préliminaire)   |
| Ligue Europa 2011-2012                                         | IF Elfsborg (2e tour préliminaire) |
| Ligue Europa 2011-2012                                         | Kalmar FF (1er tour préliminaire)  |
| Promotions et relégations                                      |                                    |
| Promus en Allsvenskan                                          | Åtvidabergs FF                     |
| Promus en Allsvenskan                                          | GIF Sundsvall                      |
| Relégués en Superettan                                         | Trelleborgs FF                     |
| Relégués en Superettan                                         | Halmstads BK                       |